# Silene apetala
Silene apetala är en nejlikväxtart. Silene apetala ingår i släktet glimmar, och familjen nejlikväxter.

## Underarter
Arten delas in i följande underarter:
- S. a. apetala
- S. a. glabrata
- S. a. vegetum